# PFK CSKA Moskva
PFK CSKA Moskva (ryska: ЦСКА Москва, Центральный Спортивный Клуб Армии, CSKA Moskva, PFK Tsentralnyj Sportivny Klub Armii Moskva) är fotbollssektionen i den ryska idrottsföreningen CSKA Moskva. 
Laget vann UEFA-cupen säsongen 2004/2005, efter en final mot Sporting Lissabon. Därmed blev CSKA Moskva det första ryska laget med en europeisk cuptitel. Kända namn i dagens lag är bland andra skyttekungen från säsongen 2008 i Premjer-Liga Vagner Love, den ryska landslagsmålvakten Igor Akinfejev och den stora ryska supertalangen Alan Dzagojev. Laget spelar sina hemmarmatcher på Luzjnikistadion (kapacitet: 84 745 åskådare) i Moskva. Den ryska miljardären Roman Abramovitj har genom sitt oljebolag Sibneft investerat stora summor i laget. Många ryska landslagsspelare spelar för klubben.
CSKA har vid flera tillfällen deltagit i Uefa Champions League, men man har aldrig vunnit turneringen. Säsongen 2009/2010 nådde laget kvartsfinal där Inter blev för svåra.

## Meriter

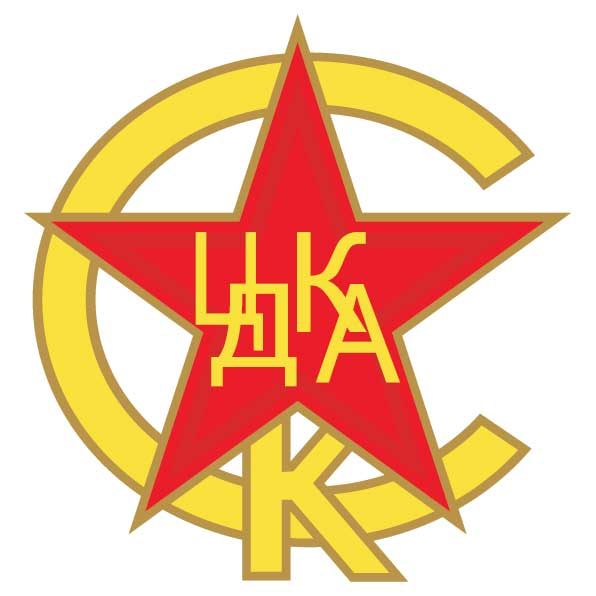
En av CSKA:s gamla emblem

- UEFA-cupen: 1

2005
- Ryska Premier League: 6

2003, 2005, 2006, 2013, 2014, 2016
- Ryska cupen: 7

2002, 2005, 2006, 2008, 2009, 2011, 2013
- Ryska Super Cupen: 6 (rekord)

2004, 2006, 2007, 2009, 2013, 2014
- Sovjetiska mästare: 7

1946, 1947, 1948, 1950, 1951, 1970, 1991
- Sovjetiska Cupen: 5

1945, 1948, 1951, 1955, 1991
- Första Kanalen Cupen: 1

2007

## Spelare

### Spelartruppen
| 35 | Ryssland | Igor Akinfejev  | 8 april 1986    | PFK CSKA Moskva |
| 45 | Ryssland | Danila Bokov    | 9 augusti 2002  | PFK CSKA Moskva |
| 49 | Ryssland | Vladislav Torop | 7 november 2003 | PFK CSKA Moskva |

| 2  | Ryssland  | Mário Fernandes           | 19 september 1990 | Grêmio (-12)          |
| 3  | Brasilien | Bruno Fuchs               | 1 april 1999      | Internacional (-20)   |
| 5  | Ryssland  | Viktor Vasin              | 6 oktober 1988    | Spartak Naltjik (-11) |
| 14 | Ryssland  | Kirill Nababkin           | 8 september 1986  | FK Moskva (-10)       |
| 23 | Island    | Hördur Björgvin Magnússon | 11 februari 1993  | Bristol City (-18)    |
| 42 | Ryssland  | Georgij Sjtjennikov       | 27 april 1991     | PFK CSKA Moskva       |
| 78 | Ryssland  | Igor Divejev              | 27 september 1999 | Ufa (-19)             |

| 6  | Ryssland  | Maksim Mukhin         | 4 november 2001  | Lokomotiv Moskva (-21)        |
| 7  | Ryssland  | Ilzat Achmetov        | 31 december 1997 | Rubin Kazan (-18)             |
| 10 | Ryssland  | Alan Dzagojev         | 17 juni 1990     | Akademiya Tolyatti (-08)      |
| 19 | Kazakstan | Bakhtiyar Zaynutdinov | 2 april 1998     | Rostov (-20)                  |
| 20 | Ryssland  | Konstantin Kutjajev   | 18 mars 1998     | Master-Saturn Egorjevsk (-15) |
| 28 | Paraguay  | Jesús Medina          | 30 april 1997    | New York City (-22)           |
| 29 | Slovenien | Jaka Bijol            | 5 februari 1999  | Rudar Velenje (-18)           |
| 88 | Norge     | Emil Bohinen          | 12 mars 1999     | Stabaek (-21)                 |
| 97 | Turkiet   | Yusuf Yazici          | 29 januari 1997  | Lille (-22)                   |
| 98 | Ryssland  | Ivan Obljakov         | 5 juli 1998      | Ufa (-18)                     |

| 9  | Ryssland | Fjodor Tjalov      | 10 april 1998    | PFK CSKA Moskva  |
| 11 | Nigeria  | Chidera Ejuke      | 2 januari 1998   | Heerenveen (-20) |
| 46 | Ryssland | Vladislav Yakovlev | 14 februari 2002 | PFK CSKA Moskva  |
| 91 | Ryssland | Anton Zabolotny    | 13 juni 1991     | Sotji (-21)      |

### Pensionerade nummer
12 – Truppnummer 12 är reserverat för supportrarna, "den tolfte spelaren"
16 –  Serhij Perkhun, Målvakt, 2001